# Monastère de la Sainte-Croix de Coïmbre

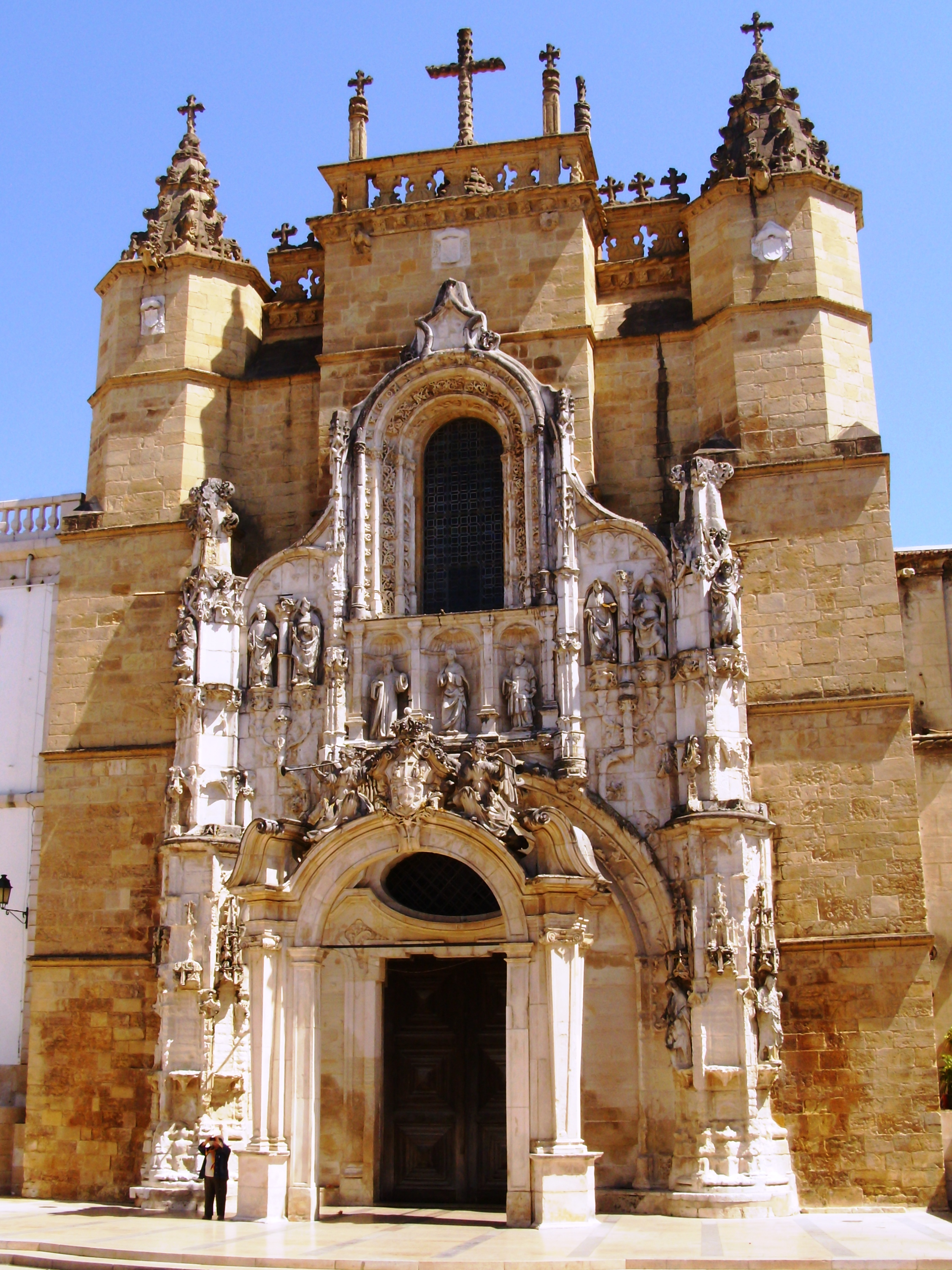
Vue de la façade de l'église du monastère de la Sainte-Croix

Le monastère de la Sainte-Croix (en portugais : Moistero de Santa Cruz) se trouve dans la freguesia (commune) de Santa Cruz à Coimbra au Portugal. Ce monastère de chanoines réguliers a été fondé par saint Théoton et ses compagnons en 1132.

## Historique

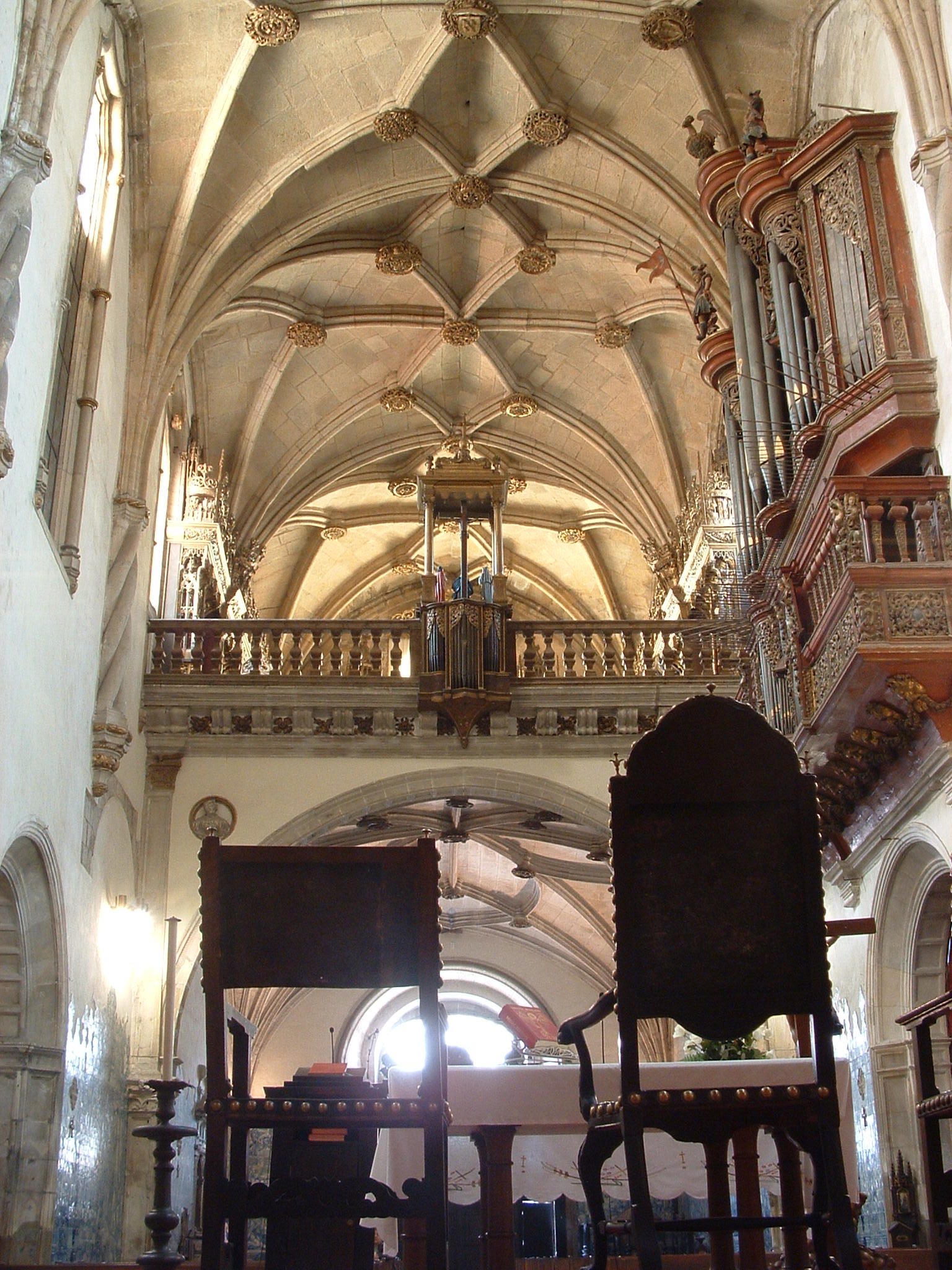
Vue de l'intérieur du monastère de la Sainte-Croix

Le roi Alphonse Ier fait don d'un terrain à saint Théoton, moine bénédictin, qui va dès lors, avec ses compagnons, y fonder l'ordre des chanoines de la Sainte-Croix, reconnu par le pape Innocent II en 1135. Le monastère accueille la sépulture d'Alphonse Ier et de Sanche Ier.
Le premier édifice avec l'église de la Sainte-Croix est de style roman. Il est achevé en 1223. Son école devient une des écoles les plus prestigieuses du pays. Elle forme des clercs et envoie des missionnaires dans les terres espagnoles demeurées sous le joug musulman, ainsi qu'en Afrique du Nord.
Son scriptorium (conservé en grande partie au musée municipal de Porto) est l'un des plus riches de l'époque médiévale. Saint Antoine de Padoue, qui était chanoine de la Sainte-Croix avant de devenir franciscain, y étudia.
Le roi Manuel Ier ordonne la reconstruction de l'ensemble monastique en 1507 dans un style flamboyant dit aujourd'hui « style manuélin ». Les sarcophages royaux sont transportés à leur emplacement actuel.
Les chanoines réguliers de la Sainte-Croix en sont chassés sous le gouvernement anti-congrégationniste de 1834.

## Illustrations

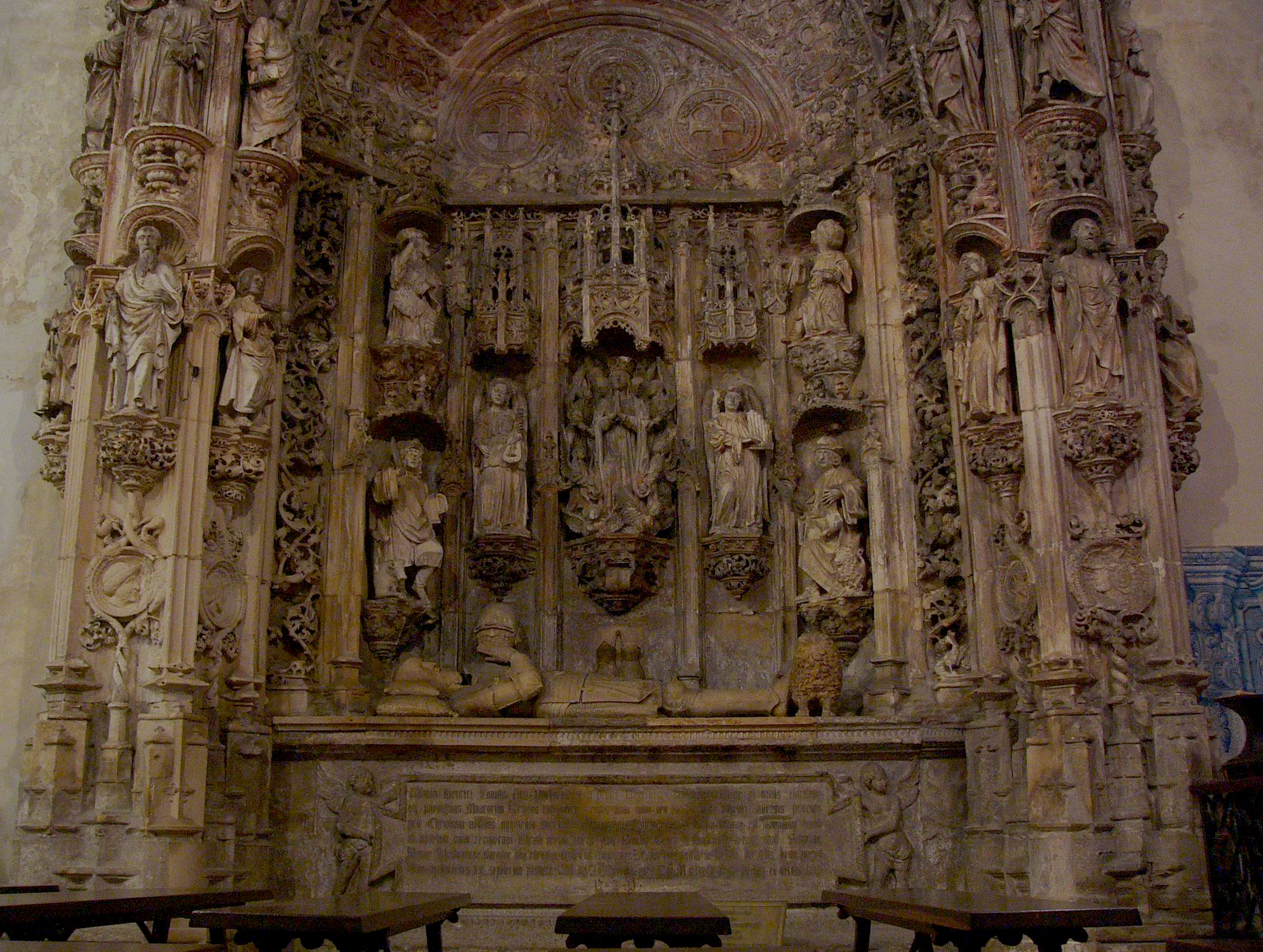
Tombe d'Alphonse Ier
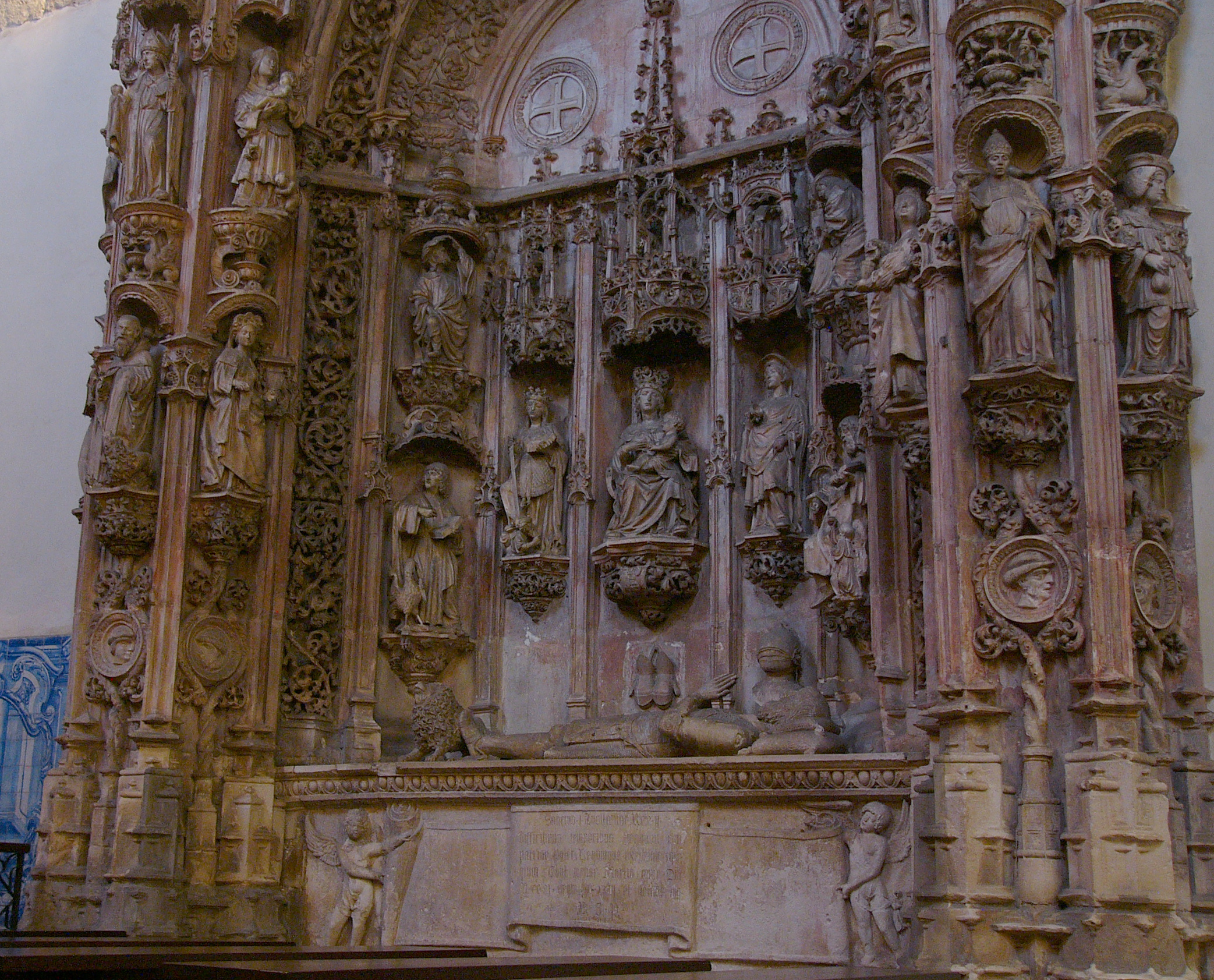
Tombe de Sanche Ier
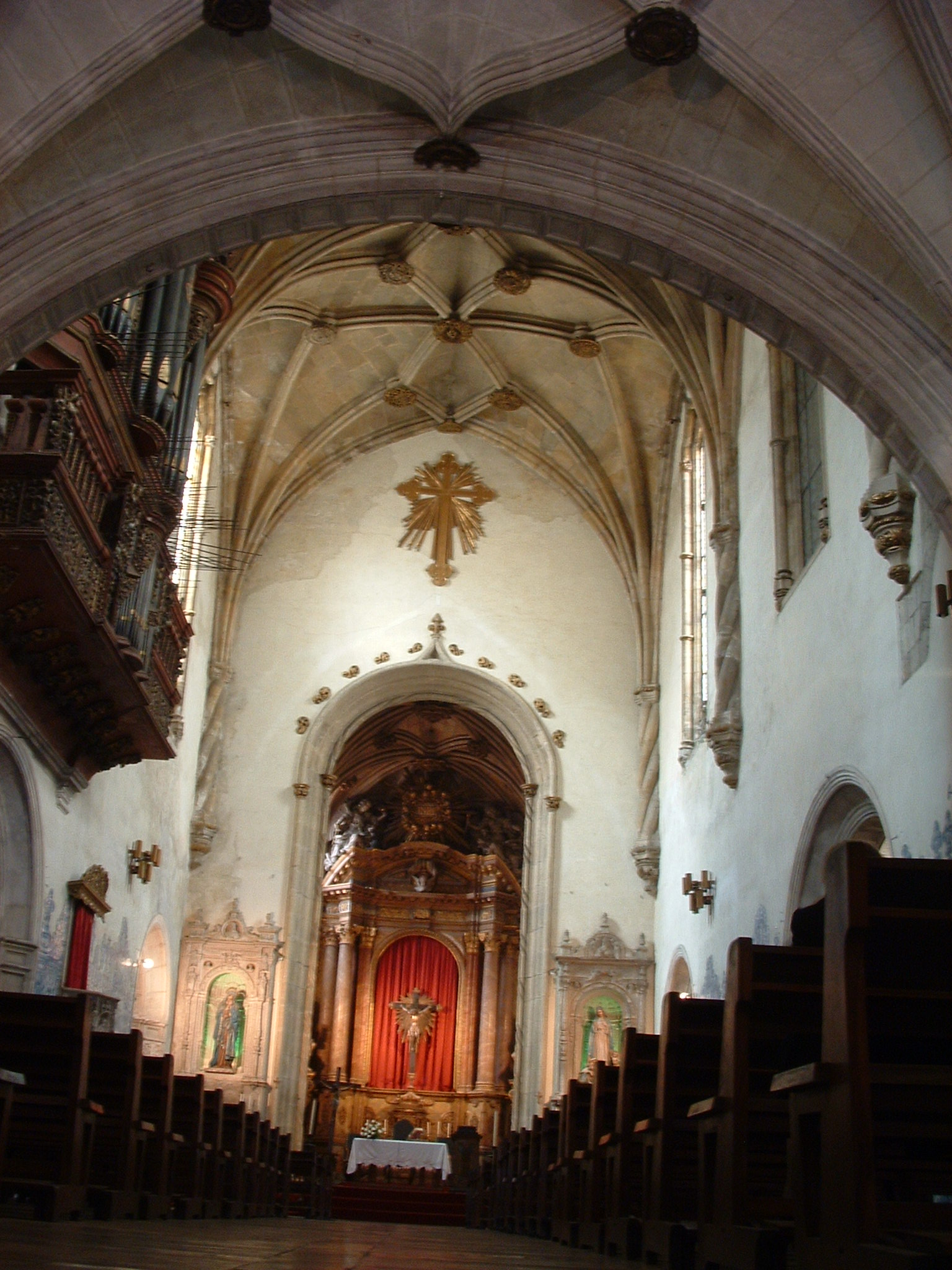
Intérieur de l'église
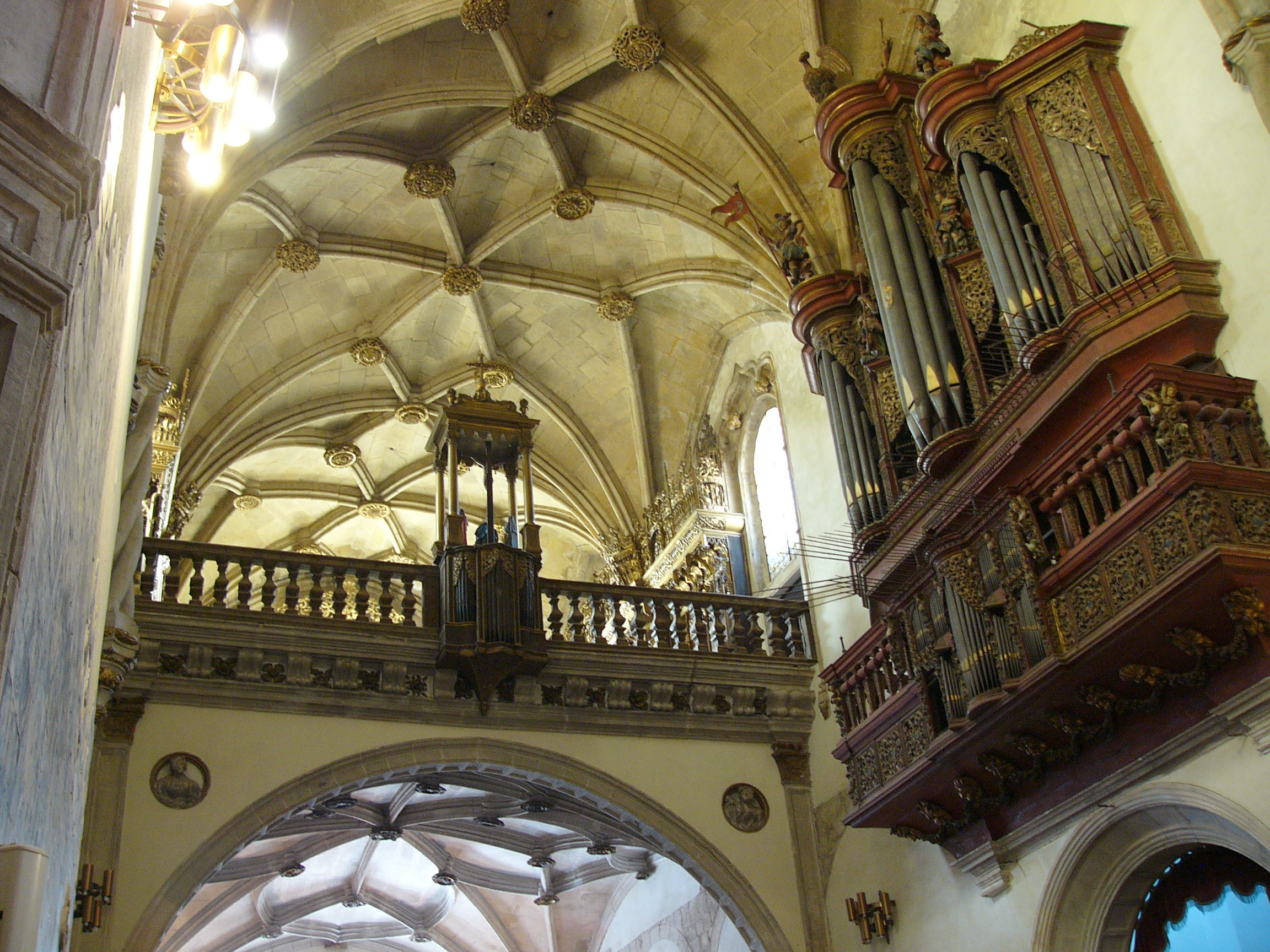
Vue de l'orgue
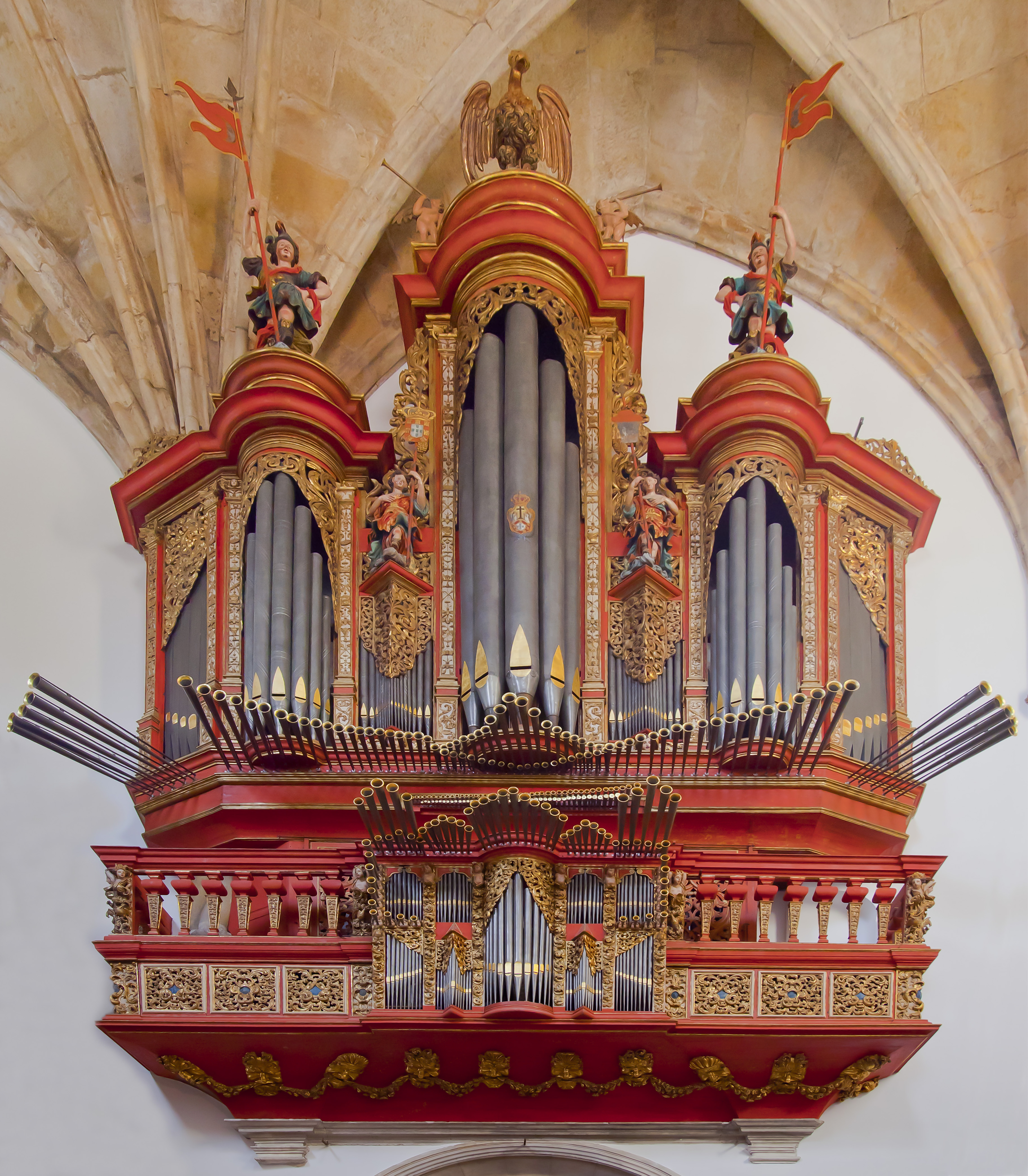
Orgue de style ibérique
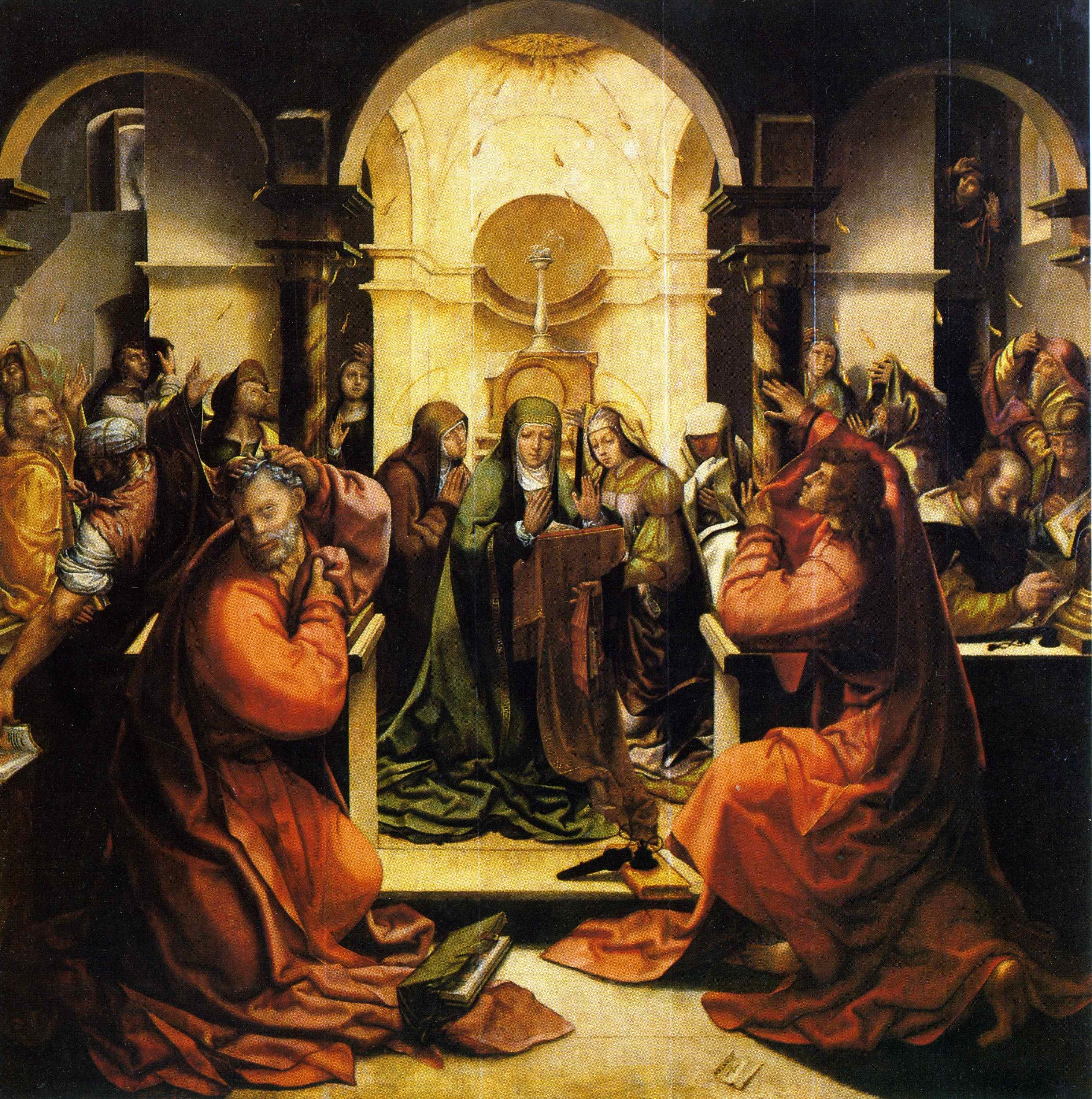
Pentecôte, 1534-35, de Grão Vasco